# Syllis hyllebergi
Syllis hyllebergi är en ringmaskart som först beskrevs av Licher 1999.  Syllis hyllebergi ingår i släktet Syllis och familjen Syllidae. Inga underarter finns listade i Catalogue of Life.